# Windows 1.0
Windows 1.0 je 16-bitni grafički operacijski sustav objavljen 20. studenog 1985. Ovo je Microsoftov prvi pokušaj u uvođenju multi-taskinga u grafičko korisničko sučelje operacijskih sustava na PC platformi. Windows 1.0 je bila prva inačica Windowsa ikad prestavljena. Ovu inačicu je nasljedio Windows 2.0, dok je inačica 1.0 obustavljena 31. prosinca 2001.

## Povijest
Inačica 1.02, objavljena u svibnju 1986., bila je internacionalna i imala je izdanja na nekolicini europskih jezika.

## Vanjske poveznice
- Demoverzija Windows 1.04 funkcionira na originalu IBM XT
- Windows 1.0